# Taxi (seria)
Taxi – seria francuskich filmów komediowych wyprodukowanych przez Luca Bessona. W rolach głównych grają tacy aktorzy jak: Frédéric Diefenthal, Samy Naceri, Bernard Farcy, Franck Gastambide, Malik Bentalha, Édouard Montoute.
Do tej pory powstało pięć filmów:
| Tytuł polski | Tytuł francuski | Rok premiery | Reżyseria         |
| ------------ | --------------- | ------------ | ----------------- |
| Taxi         | Taxi            | 1998         | Gérard Pirès      |
| Taxi 2       | Taxi 2          | 2000         | Gérard Krawczyk   |
| Taxi 3       | Taxi 3          | 2003         | Gérard Krawczyk   |
| Taxi 4       | Taxi 4          | 2007         | Gérard Krawczyk   |
| Taxi 5       | Taxi 5          | 2018         | Franck Gastambide |

## Obsada
| Postać                   | Film                | Film                | Film                | Film                | Film              | Film                |
| ------------------------ | ------------------- | ------------------- | ------------------- | ------------------- | ----------------- | ------------------- |
| Postać                   | Taxi (1998)         | Taxi 2 (2000)       | Taxi 3 (2003)       | Taxi 4 (2007)       | Taxi 5 (2018)     | Taxi 6 (2023)       |
| Émilien Coutant-Kerbalec | Frédéric Diefenthal | Frédéric Diefenthal | Frédéric Diefenthal | Frédéric Diefenthal | nie wystąpił      | Frédéric Diefenthal |
| Daniel Morales           | Samy Naceri         | Samy Naceri         | Samy Naceri         | Samy Naceri         | nie wystąpił      | Samy Naceri         |
| komisarz Gibert          | Bernard Farcy       | Bernard Farcy       | Bernard Farcy       | Bernard Farcy       | Bernard Farcy     | Bernard Farcy       |
| Alain Trésor             | Édouard Montoute    | Édouard Montoute    | Édouard Montoute    | Édouard Montoute    | Édouard Montoute  | Édouard Montoute    |
| Petra                    | Emma Sjöberg        | Emma Sjöberg        | Emma Sjöberg        | Emma Sjöberg        | nie wystąpiła     | Emma Sjöberg        |
| Lilly Bertineau          | Marion Cotillard    | Marion Cotillard    | Marion Cotillard    | nie wystąpiła       | nie wystąpiła     | Marion Cotillard    |
| Sylvain Marot            | nie wystąpił        | nie wystąpił        | nie wystąpił        | nie wystąpił        | Franck Gastambide | Franck Gastambide   |
| Eddy Maklouf             | nie wystąpił        | nie wystąpił        | nie wystąpił        | nie wystąpił        | Malik Bentalha    | Malik Bentalha      |

## Kasa biletowa
| Tytuł            | Taxi (1998)  | Taxi 2 (2000) | Taxi 3 (2003) | Taxi 4 (2007) | Taxi 5 (2018) |
| ---------------- | ------------ | ------------- | ------------- | ------------- | ------------- |
| Budżet           | 8 700 000 $  | 10 500 000 $  | 14 500 000 $  | 17 500 000 $  | 23 000 000 $  |
| Dochód z biletów | 44 500 000 $ | 64 400 000 $  | 64 500 000 $  | 65 100 000 $  | 38 600 000 $  |